# Fiodor Uspienski

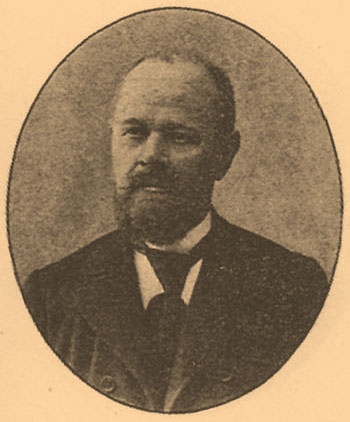
Uspienski

Fiodor Iwanowicz Uspienski (Фёдор Иванович Успенский, ur. 1845, zm. w 1928 w Leningradzie) – rosyjski historyk, bizantynolog. 

## Życiorys
Studia historyczne ukończył w 1874 na uniwersytecie w Petersburgu. Następnie wykładowca na Uniwersytecie Noworosyjskim w Odessie. Uspenski w roku 1895 został dyrektorem utworzonego właśnie Rosyjskiego Archeologicznego Instytutu w Konstantynopolu. Rozpoczął tam wydawanie pisma Izwiestija Russkogo archieołogiczeskogo instituta w Konstantinopole.
Wywarł decydujący wpływ na rozwój i kierunek studiów nad historią Bizancjum. Był nie tylko najbardziej płodnym, ale też i najbardziej wielostronnym ze wszystkich rosyjskich bizantynistów. Napisał badań podręcznik Istorija vizantijskoj imperii (t. 1 - 1913; t. 2 - 1927; t. 3 - 1948).